# 4-й отдельный батальон связи
4-й отдельный батальон связи — воинское подразделение в вооружённых силах СССР во время Великой Отечественной войны. Во время войны существовало три различных подразделения под одним и тем же номером.

## 4-й отдельный батальон связи 4-й танковой дивизии
Являлся дивизионным батальоном связи 4-й танковой дивизии
В составе действующей армии с 22.06.1941 по 06.07.1941
Уничтожен в первые дни войны в Минском котле

## 4-й отдельный батальон связи 4-го района авиационного базирования
22.02.1942 переформирован из 4-й отдельной роты связи 4-го района авиационного базирования.
В составе действующей армии с 22.02.1942 по 20.04.1942
20.04.1942 вновь переформирован 4-ю отдельную роту связи.

## 4-й отдельный Краснознаменный батальон связи 19-го стрелкового корпуса, 2-й Невской и Приморской оперативных групп Ленинградского фронта, 109-го стрелкового корпуса, 8-й армии
Батальон участвовал в составе 19-го стрелкового корпуса 7 армии в советско-финляндской войне, был награждён орденом Боевого Красного знамени (1940)
В действующей армии c 22.06.1941 года по 09.05.1945 года
Являлся корпусным батальоном связи 19-го стрелкового корпуса 1-го формирования. С сентября 1941 года, в связи с тем, что управление корпуса направлено на формирование 2-й Невской (в дальнейшем Приморской) оперативной группы Ленинградского фронта, батальон действовал в их составе, находился на Ораниенбаумском плацдарме. По формировании в ноябре 1943 года на базе Приморской оперативной группы 109-го стрелкового корпуса стал его корпусным батальоном связи, очевидно ближе к концу войны, стал армейским батальоном связи 8-й армии

## См.также
- Невская оперативная группа
- 8-я армия
- 19-й стрелковый корпус
- 109-й стрелковый корпус
- 4-я танковая дивизия